# Francina Sorabji

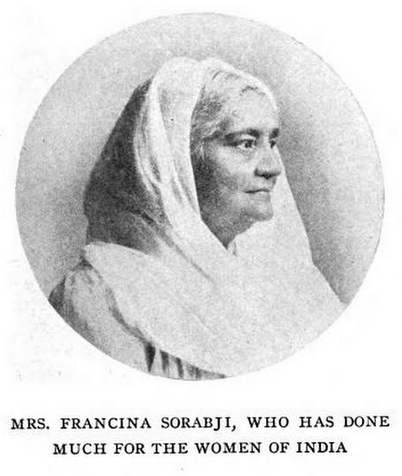
Francina Sorabji, em uma publicação de 1905

Francina Ford Sorabji (1833 — 24 de outubro de 1910) foi uma educadora indiana.

## Primeiros anos
Francina Santya nasceu no sul da Índia, e convertida do Hinduísmo viveu com missionários cristãos enquanto era uma menina jovem. Ela foi adotada com doze anos de idade por uma mulher branca britânica, Lady Cornelia Maria Darling Ford. O pai de sua mãe adotiva era Sir Ralph Darling, uma infame oficial do exército britânico e governador de Nova Gales do Sul.

## Carreira
Francina Sorabji fundou a Victoria High School para meninas em Poona, primeiro em sua própria casa, e, mais tarde, em uma construção separada de pedra. A escola foi co-educativa e aceitava matrículas de todas as idades, de crianças pequenas a jovens em idade colegial. Em seu pico a Victoria High School contou com um corpo discente de 400. Suas próprias filhas estavam entre os primeiros alunos. Ela fundou outras duas escolas em Poona: uma com o ensino em Marathi para crianças hindu, e uma com ensino em urdu para crianças muçulmanas; estes foram seguidos por suas filhas Zuleika, Susie, e Lena. Outra filha, Maria Sorabji, ensinou em um colégio para meninas indianas em Poona. Ela incentivou suas alunas, e suas sete filhas, para o ensino superior e profissões como advocacia, medicina e obstetrícia.
Francina Sorabji também dirigiu programa de treinamento de professores. Ela foi para a Inglaterra para angariar fundos para o seu trabalho em Poona em 1886, e testemunhou perante uma comissão Britânica sobre a educação na Índia. Ela promoveu órfãos e recebeu viúvas e seus filhos em sua casa. Durante um surto de peste, em 1896, ela ajudou a introduzir práticas preventivas de saúde pública e de saneamento nas aldeias perto de Poona.

## Vida pessoal
Francina Ford casou-se com Sorabji Karsedji, um missionário cristão parse, em 1853. Dois de seus filhos morreram na infância; seus sete filhos sobreviventes incluíram a advogada Cornelia Sorabji, educadora Susie Sorabji, e a médica Alice Maude Sorabji Pennel. Francina Ford Sorabji ficou viúva em 1894, retirou-se para Nashik em 1906, e morreu em 1910, com idade de 67 anos. O historiador Richard Sorabji é seu neto.